# Quod licet Iovi, non licet bovi
Quod licet Iovi (Jovi), non licet bovi (с лат. — «Что дозволено Юпитеру, не дозволено быку») — крылатое латинское выражение, смысл которого в том, что если нечто разрешено человеку или группе людей, то оно совершенно не обязательно разрешено всем остальным. Авторство фразы приписывается Теренцию, но в таком виде в его пьесах не встречается, — вероятно, это средневековый парафраз оригинала «Aliis si licet, tibi non licet.» («Другим это дозволено, вам не дозволено.») из комедии «Наказывающий сам себя».
В привычном виде Quod licet Jovi, non licet bovi выражение встречается в повести немецкого писателя Йозефа Фрейхерра фон Эйхендорфа «Из жизни одного бездельника» (Aus dem Leben eines Taugenichts) (1826), но не совсем ясно, придумал ли Эйхендорф это выражение сам. Афоризм содержит намёк на миф о похищении Европы Зевсом (Юпитером), принявшим облик быка.
В качестве шутки фразу можно перевернуть: «Quod licet bovi, non licet Iovi» — «Что можно быку, нельзя Юпитеру». Это намёк на тот же миф: в привычном для других обличии Юпитер не смог бы осуществить похищение Европы.